# Distretto di Phato
Il distretto di Phato (in thailandese: พะโต๊ะ) è un distretto (amphoe) della Thailandia, situato nella provincia di Chumphon.